# Qiana Chase
Qiana Chase, född 12 februari 1981 i Los Angeles, Kalifornien, är en amerikansk fotomodell.
Chase utsågs till Playboys Playmate Of The Month i juli 2005. 2007 hade hon en mindre roll som pirat i satirfilmen Epic Movie tillsammans med Playboy-modellerna Sara Jean Underwood (Playmate Of The Year 2007), Irina Voronina och Jillian Grace.